# Valentino Bortoloso
Valentino Bortoloso (Poleo, 24 marzo 1923) è un partigiano italiano, che ha preso parte alla Resistenza italiana, e in particolare alla liberazione della città di Schio. È stato il capo degli esecutori del successivo eccidio del 7 luglio 1945 (dichiarato colpevole dal processo della Corte Militare Alleata del 1945, e dal tribunale della Repubblica Italiana del 13 novembre 1952, confermato nel 1956).

## Biografia
Nato in una famiglia di undici figli, da genitori profondamente cattolici, a soli sette anni cominciò a lavorare nei campi come contadino, e successivamente come operaio in una fabbrica tessile e in una carrozzeria. Arruolatosi volontario nei carabinieri nel marzo 1942, fu inviato a combattere nella campagna italiana di Russia nell'agosto 1942, aggregato alla Divisione "Vicenza". Dopo la controffensiva sovietica, che causò lo sfondamento del fronte orientale e la disfatta dell'armata italiana, partecipò alla ritirata di Russia tornando a casa tra aprile e maggio 1943.
Dopo l'8 settembre 1943 riprese il servizio di Carabiniere a Bologna, dove rimase fino al gennaio 1944 (di fatto, quindi, alle dipendenze della Repubblica Sociale Italiana). Disertò assieme ad altri con le armi in dotazione, e si nascose presso parenti a Lonigo. Rientrò quindi a Schio in marzo/aprile e a maggio salì in altopiano di Asiago per aggregarsi alla Resistenza nella Brigata Garibaldina Martiri della Val Leogra con il nome di battaglia Teppa.

## Il bunker partigiano
Dopo il grande e devastante rastrellamento nazifascista di Posina che le formazioni partigiane subirono nell'estate 1944 con conseguente grave rappresaglia verso le popolazioni della vallata, e in seguito al proclama Alexander che ordinava la temporanea cessazione delle operazioni partigiane organizzate su larga scala, per i partigiani dell'Alto vicentino cominciò la "stagione dei bunker". Valentino Bortoloso "Teppa" fu tra i protagonisti di questa difficile fase. Suddivisi in piccoli gruppi che dovevano provvedere a se stessi, ignoravano il rifugio degli altri, onde evitare possibili gravi conseguenze che potevano derivare dalle arrendevolezze di qualche partigiano catturato e torturato. I gruppi dovettero sistemarsi in maniera non del tutto indipendente dall'assistenza di qualche famiglia nonostante fosse in vigore il Decreto Legislativo 18 aprile 1944-XXII n. 145 Sanzioni penali a carico di militari o civili unitisi alle bande operanti in danno delle organizzazioni militari o civili dello Stato : tale atto legislativo emanato dal regime di Salò prevedeva la pena di morte mediante fucilazione alla schiena a chiunque desse rifugio, fornisse vitto o prestasse comunque assistenza ai partigiani (Art. 2) nonché la confisca di tutti i beni mobili e immobili appartenenti al colpevole (Art. 4).
Il gruppo di quattro partigiani al quale apparteneva Bortoloso costruì il proprio bunker a Schio, al limitare di un bosco nei pressi della casa della famiglia Manea. Il rifugio venne scavato dai quattro con vanghe, picconi e una portantina per disperdere il materiale estratto. I partigiani trascorsero l'inverno al suo interno, in un rettangolo di 2 per 2,50 metri e quasi altrettanto profondo, dotato di un cunicolo d'ingresso camuffato da una spessa crosta di terra erbosa all'esterno, e nel quale il ricambio d'aria interna avveniva grazie a un tubo che usciva mimetizzandosi tra le radici di un albero. Il rifugio era inoltre dotato di corrente elettrica per alimentare una radio e dar modo alla famiglia Manea di segnalare eventuali pericoli circostanti interrompendo la corrente a mezzo di uno stacco segreto situato in casa. La permanenza nel bunker fu snervante e angosciosa a causa delle difficili condizioni di vita e di alcuni episodi in cui i partigiani rischiarono di essere scoperti dai nazifascisti.

## La liberazione di Schio
Domenica 29 Aprile 1945, a mezzogiorno in punto, ebbe inizio l'attacco delle formazioni partigiane che portò - dopo quattro ore di intensi scontri nei quali persero la vita 15 partigiani e 3 civili - alla liberazione della città di Schio, cui il "Teppa" prese parte. Lo stesso pomeriggio iniziarono gli arresti di quanti avevano collaborato in vario modo con i nazisti e con le organizzazioni fasciste, che vennero concentrati in tre edifici cittadini. Il giorno dopo (30 aprile 1945) una giovane donna corse disperatamente da un comando all'altro, ansiosa di avere notizie del proprio marito partigiano arrestato dalle Brigate Nere pochi giorni prima. I partigiani che avevano il controllo della città, riuscirono ad individuarne il luogo di sepoltura nel giardino della caserma Cella. Qui obbligarono gli ex fascisti loro prigionieri a scavare a mani nude riesumando la salma di Giacomo Bogotto, davanti agli occhi di una popolazione sconvolta ed inferocita. Il corpo del partigiano scledense, che era stato arrestato il 14 aprile 1945 dalle Brigate Nere e di cui si era persa traccia, aveva dalle stesse subito torture, gli erano state strappate le unghie dalle mani e cavati entrambi gli occhi, presentava inoltre diverse flagellazioni all'addome, e un masso di pietra di circa 20-30 kg posato sopra al fianco. Questo fatto generò il sospetto che fosse stato sepolto ancora vivo, ma la successiva autopsia lo escluse.
Il 1º maggio venne nominata una Commissione d'epurazione composta dai rappresentanti dei partiti politici che avevano aderito al CLN (PCI, PSI, DC, PdA) per esaminare la posizione di 350 detenuti, in affiancamento alla Procura della Corte d'Assise Straordinaria vicentina. Il 9 giugno venne costituita una Polizia ausiliaria partigiana di 120 uomini. Già intorno al 10 maggio vi furono le prime scarcerazioni, che provocarono proteste da parte dei partigiani, che accusarono i membri della commissione di debolezza nei confronti dei fascisti. Si arrivò quindi all'accordo che alla Commissione prendessero parte anche i rappresentanti dei vari gruppi partigiani, tra i quali il "Teppa". Contemporaneamente allo sviluppo delle indagini e alla raccolta delle poche denunce, la Commissione d'Epurazione proseguì con le scarcerazioni, che in due mesi raggiunsero il numero di 160 detenuti (oltre ad 80 inoltrati a Vicenza in quanto militari), suscitando proteste da parte della popolazione, e in particolare dei partigiani, che vedevano svanire, giorno dopo giorno, la giustizia che era stata loro promessa nei giorni della Liberazione. Infine, quale rappresentante dei partigiani in seno alla Commissione di Epurazione, Valentino Bortoloso "Teppa" fu estromesso dalla partecipazione ai lavori della stessa, senza ricevere alcuna spiegazione: quando si recava al luogo dove si tenevano gli incontri, si sentiva dire che la Commissione si era già riunita oppure che la successiva riunione si sarebbe tenuta in data da destinarsi, cosa che in effetti poi avveniva, ma a sua insaputa.

## Eccidio di Schio
La situazione del dopoguerra nel vicentino era particolarmente violenta. Sottoposta a dura occupazione tedesca, la provincia aveva subito molti atti di ferocia da parte delle forze nazifasciste nel corso dell'occupazione, di cui gli ultimi furono la feroce tortura e uccisione del partigiano Giacomo Bogotto, e la strage di Pedescala perpetrata dai tedeschi tra il 30 aprile ed il 2 maggio. Tali fatti avevano procurato un notevole sentimento di vendetta nella popolazione locale.
Il 7 luglio 1945 in tarda serata, quindi due mesi dopo la fine della guerra, Bortoloso, che nel frattempo si era aggregato alla polizia partigiana, a capo di altri undici ex partigiani tutti armati e mascherati, fece ingresso nelle carceri di Schio dove erano reclusi un centinaio tra ex combattenti fascisti, parenti di fascisti, e gente comune. Insieme con i suoi complici uccise 54 persone (di cui 15 donne e 7 minori), ferendone altre 17. I successivi processi provarono che delle vittime solo la metà erano coinvolte con il passato regime fascista. Per alcune erano stati emessi gli ordini di scarcerazione, ma ancora non eseguiti.
Il 6 agosto successivo, il comando inglese che amministrava la città arrestò 5 dei partigiani che avevano partecipato all'eccidio, tra cui anche Valentino Bortoloso il quale si era rifugiato a Lavarone (TN) (altri 7 riuscirono a fuggire, con il segreto aiuto del P.C.I., in Jugoslavia ed in Cecoslovacchia). Dopo essere stato torturato nel carcere inglese, nel corso del quarto interrogatorio ammise il reato ed i nomi dei complici (e dei suoi capi: Igino Piva, Nello Pegoraro e Ruggero Maltauro), ma non quelli dei mandanti dell'azione criminale. Fu inizialmente condannato alla pena di morte, poi commutata in ergastolo. Uscì di prigione per intervenuta amnistia dopo aver scontato circa dieci anni.
Nel 2016 gli fu tuttavia conferita dal prefetto di Vicenza la Medaglia della Liberazione; successivamente l'onorificenza è stata revocata dal Ministero della Difesa, dopo che l'Associazione parenti delle vittime ed il sindaco di Schio avevano fatto presente le responsabilità del Bortoloso nell'eccidio. Entro la fine dell'anno, il prefetto venne destituito dal suo incarico.
Nel febbraio 2017, a 72 anni dall'eccidio, firmò insieme ad Anna Vescovi, figlia di una delle vittime, una lettera di perdono e riconciliazione alla presenza del vescovo di Vicenza Beniamino Pizziol.